# Pandemia de gripe de 1889–1890

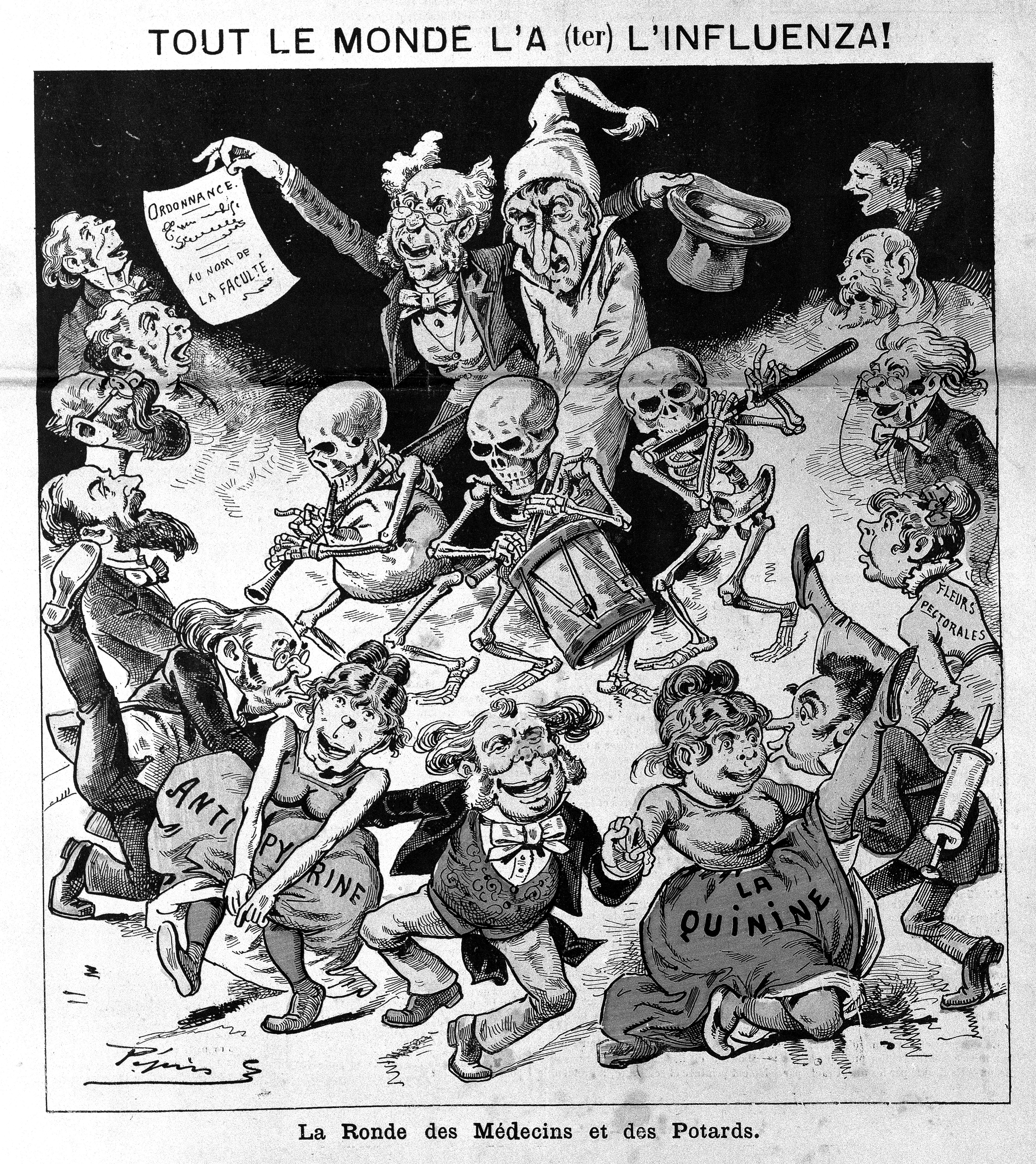
Esta ilustração de 12 de janeiro de 1890 na revista satírica de Paris Le Grelot retrata um infeliz sofredor da gripe conduzido por um desfile de médicos, farmacêuticos, músicos esqueléticos e dançarinas representando o quinino e a antipirina.

A pandemia de gripe de 1889–1890, também chamada de "gripe russa" ou de "gripe asiática" causou a morte de 1 milhão a 1 milhão e meio de pessoas ― sendo 200 a 300 mil pessoas, somente na Europa ― entre 1889 e 1890, no final da segunda metade do século XIX. Foi primeiramente reportada na Bukhara, Rússia, antigo Império Russo (atual Uzbequistão).Estudos recentes provam que, de maio a agosto de 1889, em Bucara, houve uma epidemia não de gripe, mas de malária. Acredita-se que tenha sido a malária tropical causada por P. Falciparum. Os maiores efeitos da pandemia foram registrados num primeiro surto entre outubro de 1889 e dezembro de 1890, mas ocorrências surgiram de março a junho de 1891; de novembro de 1891 a junho de 1892; no inverno de 1893–1894, e em inícios de 1895.
A doença caracterizava-se principalmente por febre e pneumonia, afetando principalmente  crianças e adultos jovens. Anteriormente pensava-se que a doença havia sido causada pelo vírus H2N2, dado que as pessoas com maior resistência à Gripe asiática de 1957 (também causada pelo H2N2) foram aquelas que, anteriormente, haviam tido contato com o vírus da "gripe russa". Contudo, surgiram evidências de que essa pandemia foi na verdade provocada pelo coronavírus OC43, que atualmente provoca apenas resfriados.
Foi a primeira pandemia detalhadamente documentada, tendo tido seu início em maio de 1889, em Bukhara.Acredita-se que a epidemia em Bukhara não tenha sido causada pela gripe, mas pela malária. Alastrou-se pela Rússia em apenas duas semanas, em decorrência da circulação de pessoas ao longo da linha férrea transsiberiana. No mesmo ano, a doença espalhou-se pelo resto da Europa, chegando à América do Norte, em dezembro, e ao Brasil, em fevereiro de 1890, quando um paquete proveniente de Hamburgo (Alemanha) aportou em Salvador. Metade da população de Salvador adoeceu, e, em pouco tempo, a doença atingiu outras cidades do país.

## Panorama mundial

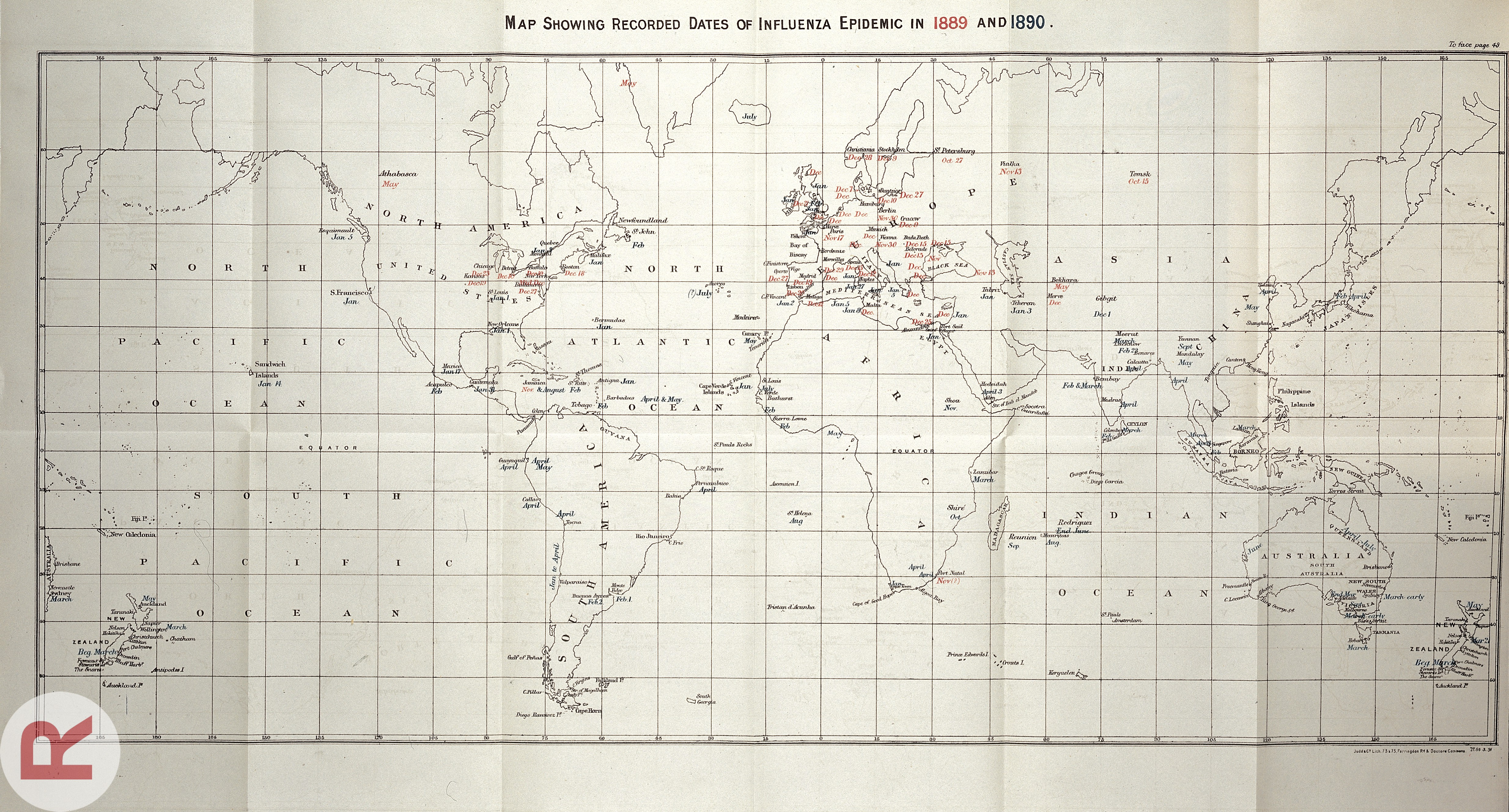
Mapa mostrando datas registradas na epidemia de influenza em 1889 (vermelho) e 1890 (azul) e quando a gripe chegou em diversas cidades.

## Infecções notáveis

### Mortes

#### Primeiro surto
- 1ª de janeiro de 1890 Henry R. Pierson
- 7 de janeiro de 1890 Augusta de Saxe-Weimar-Eisenach
- 14 de janeiro de 1890 Johann Joseph Ignaz von Döllinger
- 15 de janeiro de 1890 Walker Blaine
- 18 de janeiro, Amadeu I de Espanha
- 22 de janeiro de 1890 Adam Forepaugh
- 22 de fevereiro de 1890 Bill Blair
- 12 de março de 1890 William Wilson Allen
- 26 de março de 1890 Afrikan Spir
- 23 de maio de 1890 Louis Artan
- 19 de julho de 1890 James P. Walker
- 14 de agosto de 1890 Michael McGivney

#### Recorrências
- 23 de janeiro de 1891 Príncipe Balduíno da Bélgica (óbito oficialmente atribuído à gripe, embora muitos rumores atribuíssem a outras causas)
- 10 de fevereiro de 1891 Sofia Kovalevskaya
- 18 de março de 1891 William Herndon
- 8 de maio de 1891 Helena Blavatsky
- 15 de maio de 1891 Edwin Long
- 3 de junho de 1891 Oliver St John
- 9 de junho de 1891 Henry Gawen Sutton
- 1 de julho de 1891 Frederic Edward Manby
- 20 de dezembro de 1891 Grisell Baillie
- 28 de dezembro de 1891 William Arthur White
- 8 de janeiro de 1892 John Tay
- 10 de janeiro de 1892 John George Knight
- 12 de janeiro de 1892 Jean Louis Armand de Quatrefages de Bréau
- 14 de janeiro de 1892 Alberto Vítor, Duque de Clarence e Avondale, neto da Rainha Vitória
- 17 de janeiro de 1892 Charles A. Spring
- 20 de janeiro de 1892 Douglas Hamilton
- 12 de fevereiro de 1892 Thomas Sterry Hunt
- 15 April 1892 Amelia Edwards
- 5 de maio de 1892 Gustavus Cheyney Doane
- 24 de maio de 1892 Charles Arthur Broadwater
- 10 de junho de 1892 Charles Fenerty
- 21 April 1893 Edward Stanley, 15º Conde de Derby
- 7 August 1893 Thomas Burges
- 31 August 1893 William Cusins
- 15 de dezembro de 1893 Samuel Laycock
- 16 de dezembro de 1893 Tom Edwards-Moss
- 3 de janeiro de 1894 Hungerford Crewe, 3º Barão de Crewe
- 24 de janeiro de 1894 Constance Fenimore Woolson (Woolson caiu da janela de seu quarto provavelmente sob a influência de láudano, que pode ter sido tomado para aliviar os sintomas da gripe)
- 14 de março de 1894 John T. Ford
- 19 de junho de 1894 William Mycroft
- 19 de fevereiro de 1895 John Hulke
- 1º de março de 1895 Frederic Chapman
- 2 de março de 1895 Berthe Morisot
- 5 de março de 1895 Sir Henry Rawlinson, 1º Baronete
- 20 de março de 1895 James Sime
- 24 de março de 1895 John L. O'Sullivan
- 2 de agosto de 1895 Joseph Thomson

### Sobreviventes
- Alexandre III da Rússia[9]
- Afonso XIII de Espanha
- Carlos I de Württemberg[9]
- Johanna von Puttkamer[9]
- Arqueduque Carlos Luís da Áustria[9]
- Marie François Sadi Carnot
- Olga Nikolaevna da Rússia (esposa de Carlos I de Württemberg)[9]
- Robert Gascoyne-Cecil, 3.º Marquês de Salisbury

## Referência bibliográfica
- Centro de Estudos e de Pesquisas (2001). Anexo: ano de 1889 in História, Vol 1. São Paulo: editora HMP.